# Bienvenido Fabián
Bienvenido Fabián (* 20. März 1920 in San Pedro de Macorís; † 23. November 2000 in Santo Domingo) war ein dominikanischer Komponist, Pianist und Sänger. 
Fabián wirkte in den 1950er-Jahren in Jesús Torres Tejedas sonntäglichem Programm De Fiesta con el Recuerdo mit und bewies seine Qualität als Pianist in Merengue en concierto und Ritmo de Merengue. Er komponierte zahlreiche Balladen u. a. für Celia Cruz (Goza Negra (mit Sonora Matancera), Tuya y más que Tuya,  La Negrita Zandunguera), Carlos Pizarro (De que Color son tus Ojos) und Elenita Santos (Besarte, Mi Estrella, Condena (Qué será de Mí), Quién si no tú, Al fin te fuiste). Mit José Manuel Calderón, mit dem er häufig als Klavierbegleiter auftrat, nahm er Qué será de mí auf, eine Komposition, die auch Cuco und Martín Valoys Los Ahijados in ihr Repertoire aufnahmen.